# Área urbana de Gerona
Pulse para ver el artículo de Wikipedia que habla del Sistema Urbano de Gerona.
El Área Urbana de Gerona (en catalán, Àrea Urbana de Girona) es una entidad de población que aglomera distintos municipios limítrofes a la ciudad de Gerona. Fundamentalmente se trata de los municipios de Salt, Sarriá de Ter, Quart, Fornells de la Selva, Vilablareix, Aiguaviva y San Gregorio. 

## Área Urbana y Sistema Urbano
Mientras que el Área Urbana de Gerona hace referencia al entorno inmediato de la ciudad de Gerona, la Generalidad de Cataluña ha definido el área de influencia de Gerona, que lógicamente es más extensa, a través del Plan territorial general de Cataluña. El Sistema Urbano de Gerona está definido como área de reequilibrio de Cataluña y localizada fuera del ámbito metropolitano de Barcelona. Se cataloga el Sistema Urbano como sistema de Nivel 1. Esto define un sistema de más de 100.000 habitantes, con un elevado potencial de crecimiento demográfico y de actividad, y que puede ser capaz de competir con el sistema central metropolitano de Barcelona. El Sistema Urbano de Gerona abarca desde la ciudad de Bañolas hasta Cassá de la Selva.

## Antecedentes: La Gran Gerona
El año 1975, los municipios de Salt y Sarriá de Ter fueron agregados a la ciudad de Gerona. Fue un intento de crear lo que se llamaría la Gran Gerona. Sin embargo, esta unión terminó el año 1983, tras grandes movimientos vecinales en ambos municipios reclamando la disgregación de la capital. 

## Actualidad
Hoy en día a pesar de la separación administrativa mencionada, la unión física de Gerona y Salt es evidente por la continuidad urbana de los dos municipios debido al gran crecimiento de ambos, especialmente de Salt. Recientemente también se ha urbanizado el último sector existente entre las dos ciudades, situado entre la zona del Parc Hospitalari Martí i Julià de Salt y los barrios gerundenses de Can Gibert del Pla y Santa Eugenia. Este plan urbanístico ha sido desarrollado en común por los dos ayuntamientos.
En Sarriá de Ter se ha aprobado un plan de ordenación urbana junto al ayuntamiento de Gerona que prevé la ampliación a ocho carriles de la carretera que une ambos municipios y un crecimiento que permitiría pasar de los 4.000 habitantes a más de 10.000. Sin embargo este plan es causa de controversia entre los vecinos.

## Transportes
El Área Urbana de Gerona se sustenta y se define gracias básicamente a la entidad de Transportes Municipales de Gerona (TMG), en la cual participan varias empresas de transporte gerundenses. Cuenta con 11 líneas urbanas de las cuales más de la mitad, 6, cubren el servicio hacia municipios fuera del límite administrativo de Gerona. Las líneas que sobrepasan este límite son:
- L-3: Gerona (pl. Marquès de Camps) - Salt (Por C/ Major)
- L-4: Gerona (pl. Marquès de Camps) - Salt (Centro Comercial Espai Gironès)
- L-5: Germans Sàbat (Adyacente a San Gregorio) - Ramon Folch (Juzgados) - Sant Narcís - Vilablareix - Aiguaviva
- L-6: Sarriá de Ter - Gerona - Vila-roja
- L-7: Torre Gironella - Can Gibert del Pla - Salt (Hospital de Salt)
- L-10: Gerona (Estación de autobuses / Renfe) - Fornells de la Selva

Otro medio de transporte muy utilizado es el tren, las líneas RG1 y R11 de Rodalies de Catalunya conectan con una gran cantidad de municipios, facilitando el servicio hacia el exterior de la provincia, abarcando desde Barcelona hasta la comuna/pueblo francés de Cerbère. Algunas estaciones son las siguientes (correspondencia):
- Cerbère (SNCF)
- Portbou (SNCF)
- Colera
- Llansá
- Vilajuiga
- Figueras
- Vilamalla
- San Miguel de Fluviá
- Camallera
- San Jordi Desvalls
- Flassá
- Bordils-Juyá
- Celrà
- Gerona (LAV Madrid-Zaragoza-Barcelona-Frontera francesa)
- Fornells de la Selva
- Riudellots
- Caldas de Malavella
- Sils
- Massanet-Massanas (R2 Norte y R1)
- Hostalric
- Riells I Viabrea-Breda
- Gualba
- San Celoni (R2 Norte)
- Granollers Centro
- BCN-San Andrés
- BCN-Clot-Aragón
- Paseo de Gracia
- Barcelona-Sans

Gerona cuenta con enlace entre Barcelona,  Figueras y Francia en una apuesta por conectar la península ibérica con el resto de Europa con el Corredor Mediterráneo de ancho de vía europeo. La conexión directa con París se estableció el 15 de diciembre de ese mismo año con dos trenes al día por sentido.
Un último medio de transporte que está en expansión es el aéreo, el cual en estos últimos años gracias a los vuelos de bajo coste propiciados por la compañía Ryanair, se han incrementado ostensiblemente las ventas de billetes y los viajes tanto peninsulares como europeos.

## Demografía (01/01/2018)
La población por municipios y total es la siguiente:
- Gerona: 100.266
- Salt: 30.622
- Sarriá de Ter: 5.114
- San Gregorio: 3.740
- Quart: 3.640
- Fornells de la Selva: 2.649
- Vilablareix: 2.789
- Aiguaviva: 767
- Total: 149.587 (2018)

## Universidad de Gerona
La Universidad de Gerona es la entidad de estudios superiores ubicada en el Área Urbana de Gerona.

## Fiestas y Festivales
- San Narciso: El día 29 de octubre es día festivo tanto en Gerona como en Salt.
- Temporada Alta: Festival Internacional de Teatro de Gerona y Salt.